# Francia en la Copa Mundial de Fútbol de 1938
Francia fue una de las 15 selecciones participantes en la Copa Mundial de Fútbol de Francia 1938, la cual fue su tercer participación consecutiva.

## Clasificación
Francia calificó directamente al torneo como país organizador.

## Jugadores
Estos fueron los 22 jugadores convocados para el torneo:

## Resultados
Francia fue eliminada en los cuartos de final.

### Primera ronda
| 5 de junio de 1938 | Francia                       | 3-1     | Bélgica        | Stade Olympique de Colombes, Paris                        |                                                           |
|                    | Veinante 1' · Nicolas 16' 69' | Reporte | Isemborghs 38' | Asistencia: 30 454 espectadores Árbitro(s): Hans Wüthrich | Asistencia: 30 454 espectadores Árbitro(s): Hans Wüthrich |

### Cuartos de final
| 12 de junio de 1938 | Francia       | 1-3     | Italia                      | Stade Olympique de Colombes, Paris                      |                                                         |
|                     | Heisserer 10' | Reporte | Colaussi 9' · Piola 51' 72' | Asistencia: 58 455 espectadores Árbitro(s): Louis Baert | Asistencia: 58 455 espectadores Árbitro(s): Louis Baert |